# NGC 2735A
NGC 2735A (другие обозначения — MCG 4-22-3, ZWG 121.3, VV 40, ARP 287, NPM1G +26.0168, PGC 25402) — галактика в созвездии Рак.
Этот объект не входит в число перечисленных в оригинальной редакции «Нового общего каталога» и был добавлен позднее.